# Janne Ahonen
Janne Petteri Ahonen (Lahti, 11 de maio de 1977) é um ex-saltador de esqui finlandês que conquistou duas medalhas de prata em Jogos Olímpicos de Inverno e cinco medalhas de ouro no Campeonato Mundial de Esqui Nórdico. É o saltador com mais pódios na Copa do Mundo de Salto de Esqui, com 108 até o início da temporada 2013-14.